# HR 7703
HR 7703 is een dubbelster in het sterrenbeeld Boogschutter met een magnitude van +5,31 en +11,50 en spectraalklasse van K2.V en M3.5V. De ster bevindt zich 19,61 lichtjaar van de zon.